# Allgemeine Deutsche Biographie
Allgemeine Deutsche Biographie (ADB) udkom 1875-1912 i 56 bind (genoptrykt 1967-1971), som et biografisk opslagsværk omhandlende ca. 26.500 personer i tysksprogede områder, afdød før år 1900.
Udgivelsen fuldførtes under ledelse af redaktør Rochus von Liliencron med bidrag af bl.a. Ernst Landsberg, Theodor Muther og Roderich von Stintzing.
Den historiske kommission ved det kongelige videnskabelige akademi i München (nu omdøbt til Bayerische Akademie der Wissenschaften) stod bag udgivelsen og har siden 1953 været i gang med fortsættelsen Neue Deutsche Biographie (NDB), der p.t. (2013) er udgivet i 25 bind og nået til bogstavet T.
Den historiske kommission oprettedes 1858 med henblik på at udgive et tysksproget opslagsværk og 1868 tiltrådte Leopold von Ranke som kommissionsformand og von Liliencron som redaktør. Retningslinjerne fastlagdes året efter.